# Belle Fille – Plötzlich Schwiegertochter
Belle Fille – Plötzlich Schwiegertochter  (Originaltitel: Belle Fille) ist ein französischer Spielfilm aus dem Jahr 2020 von Méliane Marcaggi.

## Handlung
Louise lebt in Paris mit ihrem untreuen Ehemann Marc und ihrer pubertierenden Tochter Manon. Auf einer Reise nach Korsika möchte sie sich für die Untreue ihres Mannes rächen und hat einen One-Night-Stand mit einem Korsen. Da dieser aber an einem Herzfehler litt, überlebt er die Nacht mit Louise nicht. Nach seinem Tod lernt Louise Andréa, die Mutter ihres Liebhabers, kennen. Diese verliebt sich in Andréa und sieht in ihr die Schwiegertochter, nach der sie sich lange gesehnt hatte.
Louise lässt Andréa in dem Glauben, dass sie eine Beziehung mit dem Korsen geführt hat und lässt dabei am Computer gefälschte Erinnerungsfotos herstellen. Da aber ihr Handy über eine Cloud mit Marcs Computer verbunden ist, sieht auch er diese Fotos, welche auf ihn zunächst grotesk erscheinen. Über die Bildersuche erfährt Marc, dass es sich beim Partner von Louise um einen Korsen handelt, der vor Kurzem verstorben ist und beschließt ebenfalls nach Korsika zu reisen.
Marc überrascht Andréa und Louise bei den Vorbereitungen zur Beerdigung und konfrontiert die Familie mit der Wahrheit. Louise möchte dennoch eine Rede bei der Beerdigung halten. Als sie am nächsten Tag an die Kanzel tritt, muss sie feststellen, dass ihr nichts einfällt. Im selben Moment kommt auch Manon in die Kirche, die ebenfalls über die Bilder auf der Cloud von der Beerdigung erfahren hat. Louise bricht darauf ihre Rede ab und verlässt mit Manon die Kirche, um Manon aufzuklären. Durch dieses Gespräch kommen sie sich wieder näher.
Der Film endet bei der Abreise von Louise aus Korsika. Andréa verabschiedet sich von ihr und verspricht ihr, sie in Paris zu besuchen.

## Kritik
„Eine mal einfühlsame, mal bis ins Groteske überzogene Komödie, deren Stärke die weiblichen Figuren sind. Die Handlung fällt hingegen einfacher aus, als das komplizierte Szenario nahelegt.“